# Élections législatives de 2017 dans le Gard
Les élections législatives françaises de 2017 se déroulent les 11 et 18 juin 2017. Dans le département du Gard, six députés sont à élire dans le cadre de six circonscriptions.

## Élus
| Circonscription                                 | Député sortant    | Parti | Parti    | Député élu ou réélu | Parti | Parti |
| ----------------------------------------------- | ----------------- | ----- | -------- | ------------------- | ----- | ----- |
| 1re                                             | Françoise Dumas   |       | PS       | Françoise Dumas     |       | LREM  |
| 2e                                              | Gilbert Collard   |       | FN       | Gilbert Collard     |       | FN    |
| 3e                                              | Patrice Prat*     |       | DVG      | Anthony Cellier     |       | LREM  |
| 4e                                              | Fabrice Verdier   |       | PS       | Annie Chapelier     |       | LREM  |
| 5e                                              | William Dumas*    |       | PS       | Olivier Gaillard    |       | LREM  |
| 6e                                              | Christophe Cavard |       | UDE (PE) | Philippe Berta      |       | LREM  |
| * député sortant ne se représentant pas en 2017 |                   |       |          |                     |       |       |

## Rappel des résultats départementaux des élections de 2012
| Parti                 | Parti                                        | Premier tour | Premier tour | Second tour | Second tour | Sièges |  |
| Parti                 | Parti                                        | Voix         | %            | Voix        | %           | Sièges |  |
| --------------------- | -------------------------------------------- | ------------ | ------------ | ----------- | ----------- | ------ |  |
|                       | Parti socialiste                             | 83 663       | 26,92        | 126 378     | 40,79       | 4      |  |
|                       | Europe Écologie Les Verts                    | 19 615       | 6,31         | 19 444      | 6,28        | 1      |  |
|                       | Parti radical de gauche                      | 521          | 0,17         |             |             | 0      |  |
|                       | Divers gauche dont MRC                       | 248          | 0,08         | 0           |             |        |  |
|                       | Majorité présidentielle                      | 104 047      | 33,48        | 145 822     | 47,07       | 5      |  |
|                       |                                              |              |              |             |             |        |  |
|                       | Union pour un mouvement populaire            | 58 436       | 18,80        | 68 911      | 22,24       | 0      |  |
|                       | Nouveau centre                               | 24 379       | 7,84         | 16 923      | 5,46        | 0      |  |
|                       | Divers droite dont DLR, PCD                  | 1 905        | 0,61         |             |             | 0      |  |
|                       | Parti radical                                | 1 253        | 0,40         | 0           |             |        |  |
|                       | Droite parlementaire                         | 85 973       | 27,66        | 85 834      | 27,70       | 0      |  |
|                       |                                              |              |              |             |             |        |  |
|                       | Front national                               | 78 418       | 25,23        | 78 169      | 25,23       | 1      |  |
|                       | Front de gauche                              | 31 703       | 10,20        |             |             | 0      |  |
|                       | Divers écologistes (LT, AEI, FEA, MEI et GE) | 4 725        | 1,52         | 0           |             |        |  |
|                       | MoDem                                        | 2 103        | 0,68         | 0           |             |        |  |
|                       | Extrême gauche dont LO, NPA, POI             | 1 713        | 0,55         | 0           |             |        |  |
|                       | Extrême droite                               | 1 048        | 0,34         | 0           |             |        |  |
|                       | Régionaliste                                 | 793          | 0,26         | 0           |             |        |  |
|                       | Autre                                        | 281          | 0,09         | 0           |             |        |  |
|                       |                                              |              |              |             |             |        |  |
| Inscrits              | Inscrits                                     | 513 422      | 100,00       | 513 383     | 100,00      | 6      |  |
| Abstentions           | Abstentions                                  | 198 422      | 38,65        | 194 831     | 37,95       |        |  |
| Votants               | Votants                                      | 315 000      | 61,35        | 318 552     | 62,05       |        |  |
| Blancs et nuls        | Blancs et nuls                               | 4 196        | 1,33         | 8 727       | 2,74        |        |  |
| Exprimés              | Exprimés                                     | 310 804      | 98,67        | 309 825     | 97,26       |        |  |
| Source : Data.gouv.fr |                                              |              |              |             |             |        |  |

## Résultats de l'élection présidentielle de 2017 par circonscription
| Circonscription | 1er tour | 1er tour | 1er tour | 1er tour  |         | 2d tour | 2d tour |
| Circonscription | Macron   | Le Pen   | Fillon   | Mélenchon | Macron  | Le Pen  |         |
| --------------- | -------- | -------- | -------- | --------- | ------- | ------- | ------- |
| Circonscription |          |          |          |           |         |         |         |
| 1re             | 19,08 %  | 28,78 %  | 18,18 %  | 21,72 %   | 56,77 % | 43,23 % |         |
| 2e              | 17,46 %  | 33,54 %  | 18,01 %  | 18,84 %   | 49,06 % | 50,94 % |         |
| 3e              | 19,66 %  | 29,34 %  | 18,81 %  | 18,54 %   | 54,77 % | 45,23 % |         |
| 4e              | 18,04 %  | 30,77 %  | 15,15 %  | 22,82 %   | 52,59 % | 47,41 % |         |
| 5e              | 18,57 %  | 26,52 %  | 14,4 %   | 26,54 %   | 57,68 % | 42,32 % |         |
| 6e              | 20,04 %  | 26,64 %  | 19,1 %   | 20,95 %   | 58,14 % | 41,86 % |         |

## Résultats

### Résultats à l'échelle du département
|                                          |                                      |                           |                           |                          |                          |  |
|                                          |                                      | Premier tour 11 juin 2017 | Premier tour 11 juin 2017 | Second tour 18 juin 2017 | Second tour 18 juin 2017 |  |
|                                          |                                      |                           |                           |                          |                          |  |
|                                          |                                      | Nombre                    | % des inscrits            | Nombre                   | % des inscrits           |  |
| Inscrits                                 | Inscrits                             | 537 622                   | 100,00                    | 537 624                  | 100,00                   |  |
| Abstentions                              | Abstentions                          | 278 909                   | 51,88                     | 304 027                  | 56,55                    |  |
| Votants                                  | Votants                              | 258 713                   | 48,12                     | 233 597                  | 43,45                    |  |
|                                          |                                      |                           | % des votants             |                          | % des votants            |  |
| Bulletins blancs                         | Bulletins blancs                     | 4 343                     | 1,68                      | 17 723                   | 7,59                     |  |
| Bulletins nuls                           | Bulletins nuls                       | 1 846                     | 0,71                      | 6 741                    | 2,89                     |  |
| Suffrages exprimés                       | Suffrages exprimés                   | 252 524                   | 97,61                     | 209 133                  | 89,53                    |  |
|                                          |                                      |                           |                           |                          |                          |  |
| Étiquette politique                      | Étiquette politique                  | Voix                      | % des exprimés            | Voix                     | % des exprimés           |  |
|                                          |                                      |                           |                           |                          |                          |  |
|                                          | La République en marche              | 64 059                    | 25,37                     | 100 447                  | 48,03                    |  |
|                                          | Front national                       | 60 876                    | 24,11                     | 88 975                   | 42,54                    |  |
|                                          | La France insoumise                  | 30 978                    | 12,27                     |                          |                          |  |
|                                          | Les Républicains                     | 26 324                    | 10,42                     |                          |                          |  |
|                                          | Mouvement démocrate                  | 13 943                    | 5,52                      | 19 711                   | 9,43                     |  |
|                                          | Parti communiste français            | 11 689                    | 4,63                      |                          |                          |  |
|                                          | Parti socialiste                     | 9 954                     | 3,94                      |                          |                          |  |
|                                          | Europe Écologie Les Verts            | 7 527                     | 2,98                      |                          |                          |  |
|                                          | Écologiste                           | 6 658                     | 2,64                      |                          |                          |  |
|                                          | Union des démocrates et indépendants | 5 462                     | 2,16                      |                          |                          |  |
|                                          | Divers gauche                        | 4 896                     | 1,94                      |                          |                          |  |
|                                          | Debout la France                     | 3 106                     | 1,23                      |                          |                          |  |
|                                          | Divers                               | 2 981                     | 1,18                      |                          |                          |  |
|                                          | Extrême gauche                       | 2 003                     | 0,79                      |                          |                          |  |
|                                          | Divers droite                        | 1 784                     | 0,71                      |                          |                          |  |
|                                          | Extrême droite                       | 284                       | 0,11                      |                          |                          |  |
| Source : Ministère de l'Intérieur - Gard |                                      |                           |                           |                          |                          |  |

### Résultats par circonscription

#### Première circonscription
Député sortant : Françoise Dumas (Parti socialiste).
|                                                                      | |                           |                           |                          |                          |
|                                                                      | | Premier tour 11 juin 2017 | Premier tour 11 juin 2017 | Second tour 18 juin 2017 | Second tour 18 juin 2017 |
|                                                                      | |                           |                           |                          |                          |
|                                                                      | | Nombre                    | % des inscrits            | Nombre                   | % des inscrits           |
| Inscrits                                                             | Inscrits                                                                                             | 86 943                    | 100,00                    | 86 941                   | 100,00                   |
| Abstentions                                                          | Abstentions                                                                                          | 48 943                    | 56,29                     | 51 929                   | 59,73                    |
| Votants                                                              | Votants                                                                                              | 38 000                    | 43,71                     | 35 012                   | 40,27                    |
|                                                                      | |                           | % des votants             |                          | % des votants            |
| Bulletins blancs                                                     | Bulletins blancs                                                                                     | 594                       | 1,56                      | 2 256                    | 6,44                     |
| Bulletins nuls                                                       | Bulletins nuls                                                                                       | 296                       | 0,78                      | 921                      | 2,63                     |
| Suffrages exprimés                                                   | Suffrages exprimés                                                                                   | 37 110                    | 97,66                     | 31 835                   | 90,93                    |
|                                                                      | |                           |                           |                          |                          |
| Candidat Étiquette politique (partis et alliances)                   | Candidat Étiquette politique (partis et alliances)                                                   | Voix                      | % des exprimés            | Voix                     | % des exprimés           |
|                                                                      | |                           |                           |                          |                          |
|                                                                      | Françoise Dumas (députée sortante) La République en marche                                           | 10 549                    | 28,43                     | 17 365                   | 54,55                    |
|                                                                      | Yoann Gillet Front national                                                                          | 10 423                    | 28,09                     | 14 470                   | 45,45                    |
|                                                                      | Thierry Procida Union des démocrates et indépendants (Les Républicains)                              | 5 462                     | 14,72                     |                          |                          |
|                                                                      | Yannick Battefort La France insoumise                                                                | 3 688                     | 9,94                      |                          |                          |
|                                                                      | Sylvette Fayet Parti communiste français                                                             | 2 050                     | 5,52                      |                          |                          |
|                                                                      | Hacen Boukhelifa Divers gauche                                                                       | 1 184                     | 3,19                      |                          |                          |
|                                                                      | Dominique Andrieu-Bonnet Europe Écologie Les Verts                                                   | 1 135                     | 3,06                      |                          |                          |
|                                                                      | Jean-Paul Boré Divers (Tous pour Nîmes et son agglomération)                                         | 760                       | 2,05                      |                          |                          |
|                                                                      | Pascaline Fostyk Debout la France                                                                    | 647                       | 1,74                      |                          |                          |
|                                                                      | Lysiane Coillet-Matillon Écologiste (Le Trèfle - Confédération pour l'homme, l'animal et la planète) | 475                       | 1,28                      |                          |                          |
|                                                                      | Isabelle Leclerc Lutte ouvrière                                                                      | 226                       | 0,61                      |                          |                          |
|                                                                      | Tristan Seguin Divers (Union populaire républicaine)                                                 | 189                       | 0,51                      |                          |                          |
|                                                                      | Nasser Mohamedi Écologiste (Mouvement 100 %)                                                         | 178                       | 0,48                      |                          |                          |
|                                                                      | Deniz Ozdemir Divers (Parti égalité et justice)                                                      | 79                        | 0,21                      |                          |                          |
|                                                                      | Michel Flaisler Divers                                                                               | 65                        | 0,18                      |                          |                          |
| Source : Ministère de l'Intérieur - Première circonscription du Gard | |                           |                           |                          |                          |

#### Deuxième circonscription
Député sortant : Gilbert Collard (Front national).
|                                                                      |                                                                               |                           |                           |                          |                          |
|                                                                      |                                                                               | Premier tour 11 juin 2017 | Premier tour 11 juin 2017 | Second tour 18 juin 2017 | Second tour 18 juin 2017 |
|                                                                      |                                                                               |                           |                           |                          |                          |
|                                                                      |                                                                               | Nombre                    | % des inscrits            | Nombre                   | % des inscrits           |
| Inscrits                                                             | Inscrits                                                                      | 89 020                    | 100,00                    | 89 016                   | 100,00                   |
| Abstentions                                                          | Abstentions                                                                   | 44 726                    | 50,24                     | 46 101                   | 51,79                    |
| Votants                                                              | Votants                                                                       | 44 294                    | 49,76                     | 42 915                   | 48,21                    |
|                                                                      |                                                                               |                           | % des votants             |                          | % des votants            |
| Bulletins blancs                                                     | Bulletins blancs                                                              | 608                       | 1,37                      | 2 322                    | 5,41                     |
| Bulletins nuls                                                       | Bulletins nuls                                                                | 330                       | 0,75                      | 1 048                    | 2,44                     |
| Suffrages exprimés                                                   | Suffrages exprimés                                                            | 43 356                    | 97,88                     | 39 545                   | 92,15                    |
|                                                                      |                                                                               |                           |                           |                          |                          |
| Candidat Étiquette politique (partis et alliances)                   | Candidat Étiquette politique (partis et alliances)                            | Voix                      | % des exprimés            | Voix                     | % des exprimés           |
|                                                                      |                                                                               |                           |                           |                          |                          |
|                                                                      | Gilbert Collard (député sortant) Front national                               | 13 991                    | 32,27                     | 19 834                   | 50,16                    |
|                                                                      | Marie Sara Mouvement démocrate (La République en marche)                      | 13 943                    | 32,16                     | 19 711                   | 49,84                    |
|                                                                      | Pascale Mourrut Les Républicains (Union des démocrates et indépendants)       | 6 165                     | 14,22                     |                          |                          |
|                                                                      | Danielle Floutier La France insoumise                                         | 5 665                     | 13,07                     |                          |                          |
|                                                                      | Béatrice Leccia Europe Écologie Les Verts                                     | 1 296                     | 2,99                      |                          |                          |
|                                                                      | Rodolphe Brun Écologiste (Confédération pour l'homme, l'animal et la planète) | 594                       | 1,37                      |                          |                          |
|                                                                      | Geneviève Bourrely Debout la France                                           | 502                       | 1,16                      |                          |                          |
|                                                                      | Julie Schlumberger Divers (#MaVoix)                                           | 384                       | 0,89                      |                          |                          |
|                                                                      | Stéphane Manson Lutte ouvrière                                                | 318                       | 0,73                      |                          |                          |
|                                                                      | Christel Médiavilla Extrême droite (Union des Patriotes - Comités Jeanne)     | 284                       | 0,66                      |                          |                          |
|                                                                      | Nathalie Juchors Divers (Union populaire républicaine)                        | 214                       | 0,49                      |                          |                          |
|                                                                      | Timothy Broadbent Écologiste                                                  | 0                         | 0,00                      |                          |                          |
| Source : Ministère de l'Intérieur - Deuxième circonscription du Gard |                                                                               |                           |                           |                          |                          |

#### Troisième circonscription
Député sortant : Patrice Prat (Divers gauche).
|                                                                       |                                                                             |                           |                           |                          |                          |
|                                                                       |                                                                             | Premier tour 11 juin 2017 | Premier tour 11 juin 2017 | Second tour 18 juin 2017 | Second tour 18 juin 2017 |
|                                                                       |                                                                             |                           |                           |                          |                          |
|                                                                       |                                                                             | Nombre                    | % des inscrits            | Nombre                   | % des inscrits           |
| Inscrits                                                              | Inscrits                                                                    | 93 533                    | 100,00                    | 93 543                   | 100,00                   |
| Abstentions                                                           | Abstentions                                                                 | 48 619                    | 51,98                     | 52 475                   | 56,10                    |
| Votants                                                               | Votants                                                                     | 44 914                    | 48,02                     | 41 068                   | 43,90                    |
|                                                                       |                                                                             |                           | % des votants             |                          | % des votants            |
| Bulletins blancs                                                      | Bulletins blancs                                                            | 885                       | 1,97                      | 2 917                    | 7,10                     |
| Bulletins nuls                                                        | Bulletins nuls                                                              | 313                       | 0,70                      | 1 031                    | 2,51                     |
| Suffrages exprimés                                                    | Suffrages exprimés                                                          | 43 716                    | 97,33                     | 37 120                   | 90,39                    |
|                                                                       |                                                                             |                           |                           |                          |                          |
| Candidat Étiquette politique (partis et alliances)                    | Candidat Étiquette politique (partis et alliances)                          | Voix                      | % des exprimés            | Voix                     | % des exprimés           |
|                                                                       |                                                                             |                           |                           |                          |                          |
|                                                                       | Anthony Cellier La République en marche                                     | 14 832                    | 33,93                     | 21 908                   | 59,02                    |
|                                                                       | Monique Tezenas du Montcel Front national                                   | 10 001                    | 22,88                     | 15 212                   | 40,98                    |
|                                                                       | Muriel Dherbecourt Les Républicains (Union des démocrates et indépendants)  | 5 315                     | 12,16                     |                          |                          |
|                                                                       | Geneviève Sabathé La France insoumise                                       | 5 084                     | 11,63                     |                          |                          |
|                                                                       | Alexandre Pissas Divers gauche                                              | 2 935                     | 6,71                      |                          |                          |
|                                                                       | Marie-Pierre Mercier Europe Écologie Les Verts                              | 1 601                     | 3,66                      |                          |                          |
|                                                                       | Patricia Garnero Divers droite (Union des démocrates et indépendants diss.) | 1 313                     | 3,00                      |                          |                          |
|                                                                       | Léa Comushian Parti communiste français                                     | 833                       | 1,91                      |                          |                          |
|                                                                       | Jean Isnard Debout la France                                                | 513                       | 1,17                      |                          |                          |
|                                                                       | Marc Viot Écologiste (Mouvement 100 %)                                      | 467                       | 1,07                      |                          |                          |
|                                                                       | Thierry Barnabé Divers (Union populaire républicaine)                       | 355                       | 0,81                      |                          |                          |
|                                                                       | Jean Egea Lutte ouvrière                                                    | 281                       | 0,64                      |                          |                          |
|                                                                       | Frédérique Louvard-Hilaire Divers gauche (Nouvelle Donne)                   | 186                       | 0,43                      |                          |                          |
| Source : Ministère de l'Intérieur - Troisième circonscription du Gard |                                                                             |                           |                           |                          |                          |

#### Quatrième circonscription
Député sortant : Fabrice Verdier (Parti socialiste).
|                                                                       |                                                                                  |                           |                           |                          |                          |
|                                                                       |                                                                                  | Premier tour 11 juin 2017 | Premier tour 11 juin 2017 | Second tour 18 juin 2017 | Second tour 18 juin 2017 |
|                                                                       |                                                                                  |                           |                           |                          |                          |
|                                                                       |                                                                                  | Nombre                    | % des inscrits            | Nombre                   | % des inscrits           |
| Inscrits                                                              | Inscrits                                                                         | 91 109                    | 100,00                    | 91 103                   | 100,00                   |
| Abstentions                                                           | Abstentions                                                                      | 46 257                    | 50,77                     | 51 873                   | 56,94                    |
| Votants                                                               | Votants                                                                          | 44 852                    | 49,23                     | 39 230                   | 43,06                    |
|                                                                       |                                                                                  |                           | % des votants             |                          | % des votants            |
| Bulletins blancs                                                      | Bulletins blancs                                                                 | 842                       | 1,88                      | 3 577                    | 9,12                     |
| Bulletins nuls                                                        | Bulletins nuls                                                                   | 331                       | 0,74                      | 1 251                    | 3,19                     |
| Suffrages exprimés                                                    | Suffrages exprimés                                                               | 43 679                    | 97,38                     | 34 402                   | 87,69                    |
|                                                                       |                                                                                  |                           |                           |                          |                          |
| Candidat Étiquette politique (partis et alliances)                    | Candidat Étiquette politique (partis et alliances)                               | Voix                      | % des exprimés            | Voix                     | % des exprimés           |
|                                                                       |                                                                                  |                           |                           |                          |                          |
|                                                                       | Annie Chapelier La République en marche                                          | 10 661                    | 24,41                     | 20 027                   | 58,21                    |
|                                                                       | Brigitte Roullaud Front national                                                 | 9 364                     | 21,44                     | 14 375                   | 41,79                    |
|                                                                       | Fabrice Verdier (député sortant) Parti socialiste                                | 7 211                     | 16,51                     |                          |                          |
|                                                                       | Lucie Rousselou La France insoumise                                              | 5 427                     | 12,42                     |                          |                          |
|                                                                       | Valérie Meunier Les Républicains (Union des démocrates et indépendants)          | 4 991                     | 11,43                     |                          |                          |
|                                                                       | Claude Cerpedes Parti communiste français                                        | 3 007                     | 6,88                      |                          |                          |
|                                                                       | Dirk Offringa Europe Écologie Les Verts                                          | 667                       | 1,53                      |                          |                          |
|                                                                       | Rose-Marie Cohen Écologiste (Confédération pour l'homme, l'animal et la planète) | 605                       | 1,39                      |                          |                          |
|                                                                       | Marie-Noëlle Bidin Divers (Union populaire républicaine)                         | 341                       | 0,78                      |                          |                          |
|                                                                       | Patrice Ciuti Lutte ouvrière                                                     | 323                       | 0,74                      |                          |                          |
|                                                                       | Christophe Gache Divers gauche (Mouvement républicain et citoyen)                | 298                       | 0,68                      |                          |                          |
|                                                                       | Thierry Tournaire Écologiste (Parti animaliste)                                  | 276                       | 0,63                      |                          |                          |
|                                                                       | Rachid Nekaa Divers droite                                                       | 180                       | 0,41                      |                          |                          |
|                                                                       | Sylvie Barbe Écologiste (Parti pour la décroissance)                             | 164                       | 0,38                      |                          |                          |
|                                                                       | Didier Bonneaud Écologiste (Mouvement 100 %)                                     | 164                       | 0,38                      |                          |                          |
| Source : Ministère de l'Intérieur - Quatrième circonscription du Gard |                                                                                  |                           |                           |                          |                          |

#### Cinquième circonscription
Député sortant : William Dumas (Parti socialiste).
|                                                                       |                                                                               |                           |                           |                          |                          |
|                                                                       |                                                                               | Premier tour 11 juin 2017 | Premier tour 11 juin 2017 | Second tour 18 juin 2017 | Second tour 18 juin 2017 |
|                                                                       |                                                                               |                           |                           |                          |                          |
|                                                                       |                                                                               | Nombre                    | % des inscrits            | Nombre                   | % des inscrits           |
| Inscrits                                                              | Inscrits                                                                      | 95 865                    | 100,00                    | 95 845                   | 100,00                   |
| Abstentions                                                           | Abstentions                                                                   | 46 869                    | 48,89                     | 53 396                   | 55,71                    |
| Votants                                                               | Votants                                                                       | 48 996                    | 51,11                     | 42 449                   | 44,29                    |
|                                                                       |                                                                               |                           | % des votants             |                          | % des votants            |
| Bulletins blancs                                                      | Bulletins blancs                                                              | 932                       | 1,90                      | 4 326                    | 10,19                    |
| Bulletins nuls                                                        | Bulletins nuls                                                                | 389                       | 0,79                      | 1 518                    | 3,58                     |
| Suffrages exprimés                                                    | Suffrages exprimés                                                            | 47 675                    | 97,30                     | 36 605                   | 86,23                    |
|                                                                       |                                                                               |                           |                           |                          |                          |
| Candidat Étiquette politique (partis et alliances)                    | Candidat Étiquette politique (partis et alliances)                            | Voix                      | % des exprimés            | Voix                     | % des exprimés           |
|                                                                       |                                                                               |                           |                           |                          |                          |
|                                                                       | Olivier Gaillard La République en marche                                      | 15 620                    | 32,76                     | 23 268                   | 63,57                    |
|                                                                       | Daniela de Vido Front national                                                | 9 057                     | 19,00                     | 13 337                   | 36,43                    |
|                                                                       | Guillaume Roiron La France insoumise                                          | 6 204                     | 13,01                     |                          |                          |
|                                                                       | Léa Boyer Les Républicains (Union des démocrates et indépendants)             | 4 968                     | 10,42                     |                          |                          |
|                                                                       | Jean-Michel Suau Parti communiste français                                    | 4 516                     | 9,47                      |                          |                          |
|                                                                       | Nelly Frontanau Parti socialiste                                              | 2 743                     | 5,75                      |                          |                          |
|                                                                       | Benjamin Deceuninck Europe Écologie Les Verts                                 | 2 005                     | 4,21                      |                          |                          |
|                                                                       | André Baniol Debout la France                                                 | 778                       | 1,63                      |                          |                          |
|                                                                       | Didier Bonnet Écologiste (Confédération pour l'homme, l'animal et la planète) | 484                       | 1,02                      |                          |                          |
|                                                                       | Agnès Olinet Lutte ouvrière                                                   | 462                       | 0,97                      |                          |                          |
|                                                                       | Sophie Prunier-Duparge Divers (Union populaire républicaine)                  | 335                       | 0,70                      |                          |                          |
|                                                                       | Serge Gramond Divers gauche (Nouvelle Donne)                                  | 254                       | 0,53                      |                          |                          |
|                                                                       | Bernard Vire Extrême gauche (Nouveau Parti anticapitaliste)                   | 214                       | 0,45                      |                          |                          |
|                                                                       | Éric Muret Divers gauche (Mouvement des progressistes)                        | 35                        | 0,07                      |                          |                          |
|                                                                       | Vincent Rivet-Martel Écologiste (Mouvement 100 %)                             | 0                         | 0,00                      |                          |                          |
|                                                                       | Patrick Chevalier Divers droite                                               | 0                         | 0,00                      |                          |                          |
| Source : Ministère de l'Intérieur - Cinquième circonscription du Gard |                                                                               |                           |                           |                          |                          |

#### Sixième circonscription
Député sortant : Christophe Cavard (Parti écologiste).
|                                                                     | |                           |                           |                          |                          |
|                                                                     | | Premier tour 11 juin 2017 | Premier tour 11 juin 2017 | Second tour 18 juin 2017 | Second tour 18 juin 2017 |
|                                                                     | |                           |                           |                          |                          |
|                                                                     | | Nombre                    | % des inscrits            | Nombre                   | % des inscrits           |
| Inscrits                                                            | Inscrits                                                                                                   | 81 155                    | 100,00                    | 81 176                   | 100,00                   |
| Abstentions                                                         | Abstentions                                                                                                | 43 499                    | 53,60                     | 48 253                   | 59,44                    |
| Votants                                                             | Votants | 37 656                    | 46,40                     | 32 923                   | 40,56                    |
|                                                                     | |                           | % des votants             |                          | % des votants            |
| Bulletins blancs                                                    | Bulletins blancs                                                                                           | 497                       | 1,32                      | 2 325                    | 7,06                     |
| Bulletins nuls                                                      | Bulletins nuls                                                                                             | 175                       | 0,46                      | 972                      | 2,95                     |
| Suffrages exprimés                                                  | Suffrages exprimés                                                                                         | 36 984                    | 98,22                     | 29 626                   | 89,99                    |
|                                                                     | |                           |                           |                          |                          |
| Candidat Étiquette politique (partis et alliances)                  | Candidat Étiquette politique (partis et alliances)                                                         | Voix                      | % des exprimés            | Voix                     | % des exprimés           |
|                                                                     | |                           |                           |                          |                          |
|                                                                     | Philippe Berta La République en marche                                                                     | 12 397                    | 33,52                     | 17 879                   | 60,35                    |
|                                                                     | Laurence Gardet Front national                                                                             | 8 040                     | 21,74                     | 11 747                   | 39,65                    |
|                                                                     | Karine Voinchet La France insoumise                                                                        | 4 910                     | 13,28                     |                          |                          |
|                                                                     | Richard Flandin Les Républicains (Union des démocrates et indépendants)                                    | 4 890                     | 13,22                     |                          |                          |
|                                                                     | Christophe Cavard (député sortant) Écologiste (Union des démocrates et des écologistes - Parti socialiste) | 2 990                     | 8,08                      |                          |                          |
|                                                                     | Philippe Gasser Parti communiste français (Ensemble !)                                                     | 1 275                     | 3,45                      |                          |                          |
|                                                                     | Sibylle Jannekeyn Europe Écologie Les Verts                                                                | 823                       | 2,23                      |                          |                          |
|                                                                     | Jacques Armando Debout la France                                                                           | 666                       | 1,80                      |                          |                          |
|                                                                     | Jérémy Delapierre Divers droite (Union des Patriotes - Souveraineté, identité et libertés)                 | 291                       | 0,79                      |                          |                          |
|                                                                     | Jean-Paul Elisseieff Écologiste (Mouvement 100 %)                                                          | 260                       | 0,70                      |                          |                          |
|                                                                     | Laurent Charpy Divers (Union populaire républicaine)                                                       | 259                       | 0,70                      |                          |                          |
|                                                                     | Aïcha Terbèche Lutte ouvrière                                                                              | 179                       | 0,48                      |                          |                          |
|                                                                     | Jean-Claude Boussouf Divers gauche (Alliance Européenne pour la Paix, la Prospérité, le Partage)           | 4                         | 0,01                      |                          |                          |
| Source : Ministère de l'Intérieur - Sixième circonscription du Gard | |                           |                           |                          |                          |